# Newton Valence
Newton Valence is een civil parish in het bestuurlijke gebied East Hampshire, in het Engelse graafschap Hampshire.